# Rosmerta Corona
La Rosmerta Corona è una struttura geologica della superficie di Venere.